# سامي سميث (سياسي)
سامي سميث (بالإنجليزية: Sammy Smyth)‏ هو سياسي بريطاني، ولد في 1929 في بلفاست في المملكة المتحدة، وتوفي بنفس المكان في 10 مارس 1976. حزبياً، نشط في Ulster Defence Association ‏.